# Гігрофор жовтувато-білий
Мокриця жовтувато-біла, гігрофор жовтувато-білий (Hygrophorus eburneus) — гриб родини гігрофор (Hygrophorus).

## Будова

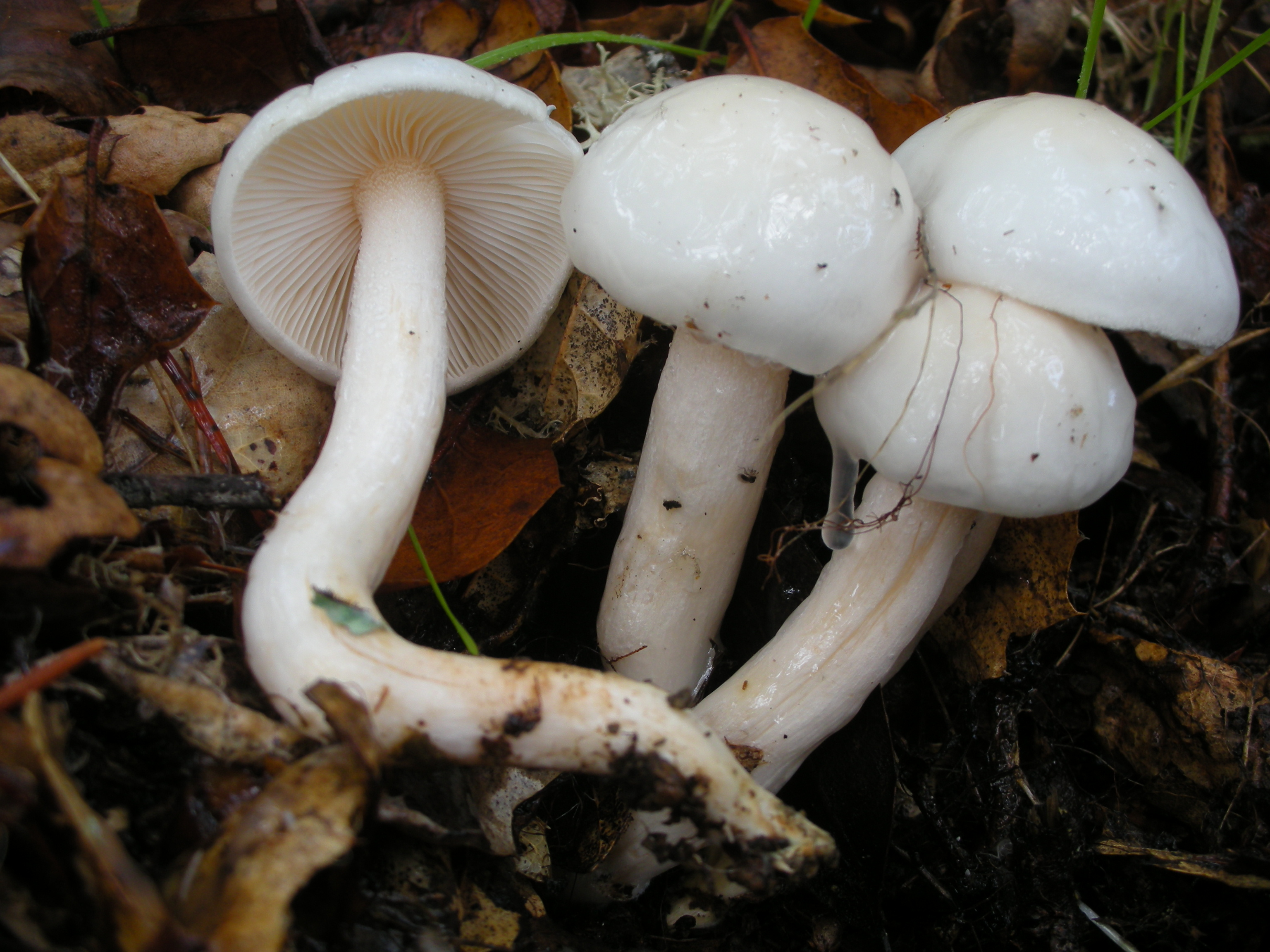
Мокриця жовтувато-біла

За формою шапка випукло розпростерта, з опущеними краями, здається гладенькою і до того вкрита тонким шаром слизу. Під шапкою пластинки опускаються аж до ніжки, вони широкі, товстенькі та не густі, кремового кольору. Ніжка завдовжки до 10 см, завширшки — до 1,5 см, білого кольору, вкрита слизом, є лусочки, досить міцна, але в середині порожниста. Молоді плодові тіла мають випуклу, білу шапку в діаметрі 4—5 см. Ніжка циліндрична, центральна, завдовжки до 5—6 см.

## Життєвий цикл
У наших лісах мокриця жовтувато-біла починає утворювати плодові тіла на початку вересня, щоправда, їх у цей час небагато. Сезон триває аж до жовтня, до перших приморозків.

## Практичне використання
Гриб їстівний, належить до четвертої категорії. Мокриця жовтувато-біла багата на корисні речовини. Кількість білків у свіжих грибах досягає 5 %, а у висушених — 22 %. Ці гриби вживають свіжими та маринують.